# 정희궁주
정희궁주(貞禧宮主, 생몰년 미상)는 고려의 왕족이다. 희종과 성평왕후의 5녀이다.

## 생애
고려의 제21대 왕인 희종과 성평왕후의 5녀이며, 생몰년은 명확하지 않다. 성은 왕, 본관은 개성이다. 고종의 왕비 안혜왕후의 친동생이다.
정희공주의 아버지 희종은 무신정권 시기에 즉위한 왕으로, 재위 중 당대의 권력자이던 최충헌을 제거하려다 실패하여 도리어 최충헌에게 폐위되고 유배를 가게 되었다. 한편 정희공주의 어머니 성평왕후는 종실 영인후 왕진의 딸로, 어머니는 명종의 딸 연희궁주이다. 또 성평왕후의 친조모는 인종의 딸 창락궁주로, 정희공주는 선대왕들과 여러 갈래의 친족 관계로 얽혀 있다.
한편 정희궁주의 생애에 대해서는 이렇다 할 기록은 남아있지 않다. 정희궁주는 종실 영안공 왕희와 혼인하였다. 왕희는 신종의 차남 양양공 왕서의 4남으로, 정희궁주와 영안공은 친사촌간에 행해진 근친혼이다. 왕희는 1263년(원종 4년)에 죽었다.

## 가족 관계
- 조부 : 고려 제20대 왕 신종(神宗, 1144년~1204년, 재위:1197년~1204년)
- 조모 : 선정태후(宣靖太后, ?~1222년)
  - 아버지 : 고려 제21대 왕 희종(熙宗, 1181년~1237년, 재위:1204년~1211년)
  - 어머니 : 성평왕후(成平王后, ?~1247년)
    - 남매 : 창원공 왕지(昌原公 王祉, 1197년~1262년)
    - 남매 : 시령후 왕위(始寧侯 王禕, 생몰년 미상)
    - 남매 : 경원공 왕조(慶原公 王祚, ?~1279년)
    - 남매 : 대선사 경지(大禪師 鏡智, 생몰년 미상)
    - 남매 : 충명국사 각응(冲明國師 覺膺, 생몰년 미상)
    - 언니 : 고종의 왕비 안혜태후(安惠太后, ?~1232년)
      - 조카 : 고려 제24대 왕 원종(元宗, 1219년~1274년, 재위:1259년~1274년)

    - 언니 : 영창공주(永昌公主, 생몰년 미상)
    - 언니 : 덕창궁주(德昌宮主, 생몰년 미상)
    - 언니 : 가순궁주(嘉順宮主, 생몰년 미상)
      - 조카 : 원종 제2비 경창궁주(慶昌宮主, 생몰년 미상)

  - 숙부, 시아버지 : 양양공 왕서(襄陽公 王恕, 생몰년 미상)
    - 남편 : 영안공 왕희(永安公 王僖, ?~1263년)